# Оки, Джон
Джон Оки  (англ. John Okey; 1606, Лондон — 19 апреля 1662, Тауэр-Хилл) — английский офицер и член парламента; один из цареубийц короля Карла I.

## Биография

### Происхождение
Был шестым ребёнком в семье Уильяма Оки и его жены Маргарет Ветерли; семья Оки была знатного происхождения и имела свой герб. Работал торговцем в области судовой торговли.

### Военная карьера
В начале Гражданской войны он начал службу в качестве квартирмейстера в армии парламентариев под командованием Роберта Деверё, 3-го графа Эссекса. Затем он стал капитаном кавалерии, а позже дослужился до майора в полку, которым командовал Артур Хеселридж.
В 1645 году присоединился к Армии нового образца, где получил звание полковника в драгунском полку и отличился в битве при Нейзби, когда драгуны под его командованием атаковали конницу роялистов, прикрывая огнём отступающую конницу парламентариев. Позже Оки участвовал в нескольких сражениях, а во время осады Бристоля попал в плен и был освобождён после взятия города парламентской армией.
В июне 1647 года всплеск политической активности вызвал волнения в армии, но в декабре 1647 года войска остались верными главнокомандующему Томасу Ферфаксу. В ходе Второй гражданской войны он участвовал в подавлении восстания роялистов в Уэльсе, отличившись в битве при Сент-Фагансе и осаде замка Пембрук.
В январе 1649 года вошёл в число комиссаров суда над королём Карлом I, став одним из 59 членов суда, подписавшим смертный приговор королю. В 1650 году его полк был отправлен в Шотландию, где проходил службу под командованием генералов Оливера Кромвеля и Джорджа Монка. После возвращения на родину в 1652 году, подавал в парламент петиции о проведении новых религиозных и правовых реформ.
Оки был одним из противников протектората Кромвеля, в октябре 1654 года была издана петиция, известная как «Петиция трех полковников», где критиковался Кромвель и протекторат, а также призывы к созданию свободного парламента. Оки был арестован вместе с другими заговорщиками, но суд снял с него обвинения в государственной измене и Оки вышел в отставку из армии. В последующие годы работал мировым судьёй и депутатом в парламенте, пока в декабре 1659 года не вернулся в армию, но в феврале 1660 года был вновь уволен по приказу Монка.

### Побег из страны, арест и казнь
После реставрации монархии престол занял сын казнённого короля Карл II, который потребовал наказания для виновников смерти отца. Оки в числе других цареубийц бежал за границу, скрывшись в Германии, откуда в 1661 году он уехал в Нидерланды, где был арестован сэром Джорджем Даунингом вместе с единомышленниками Джоном Баркстедом и Майлзом Корбетом, которые были возвращены в Англию и осуждены как государственные преступники.
19 апреля 1662 года Оки был казнён на Тауэр-Хилл через повешение, потрошение и четвертование.